# Château d'Aiguines
Château d'Aiguines je soukromý zámek nalézající se ve francouzské obci ve francouzském departementu Var v regionu Provence-Alpes-Côte d'Azur. Zámek je využíván jako hotel. 

## Historie
Na území obce Aiguines byly nalezeny stopy pravěkého osídlení, jižně od Grand Margès se nalézalo galské oppidum a byly zde nalezeny pozůstatky římské silnice. 
Po galském oppidu, které se nacházelo jižně od Grand Margès, bylo ve středověku postaveno "Castrum de Aquina ". Opevněná stavba je zmiňována již v roce 1021; nejprve byla postavena na vrchu Puy (1 056 m n. m.), poté byla zbořena a znovu postavena níže, u dnešní kaple Saint-Pierre (837 m n. m.).
V 11. století patřilo benediktinskému opatství Saint-Victor de Marseille.
Hrad postavili templáři na žádost biskupa z Riez ve 12. století.
Hrad byl přestavěn Baltazarem de Gauthier v letech 1596 až 1641. Nové budovy postavené za vlády Jindřicha IV. byly postaveny na podezdívce starší budovy, která patřila rodu Blacasů. Panství Aiguines následně patřilo Clapierům, potomkům Vauvenarguesů, a hrad je nyní v soukromém vlastnictví.

## Galerie

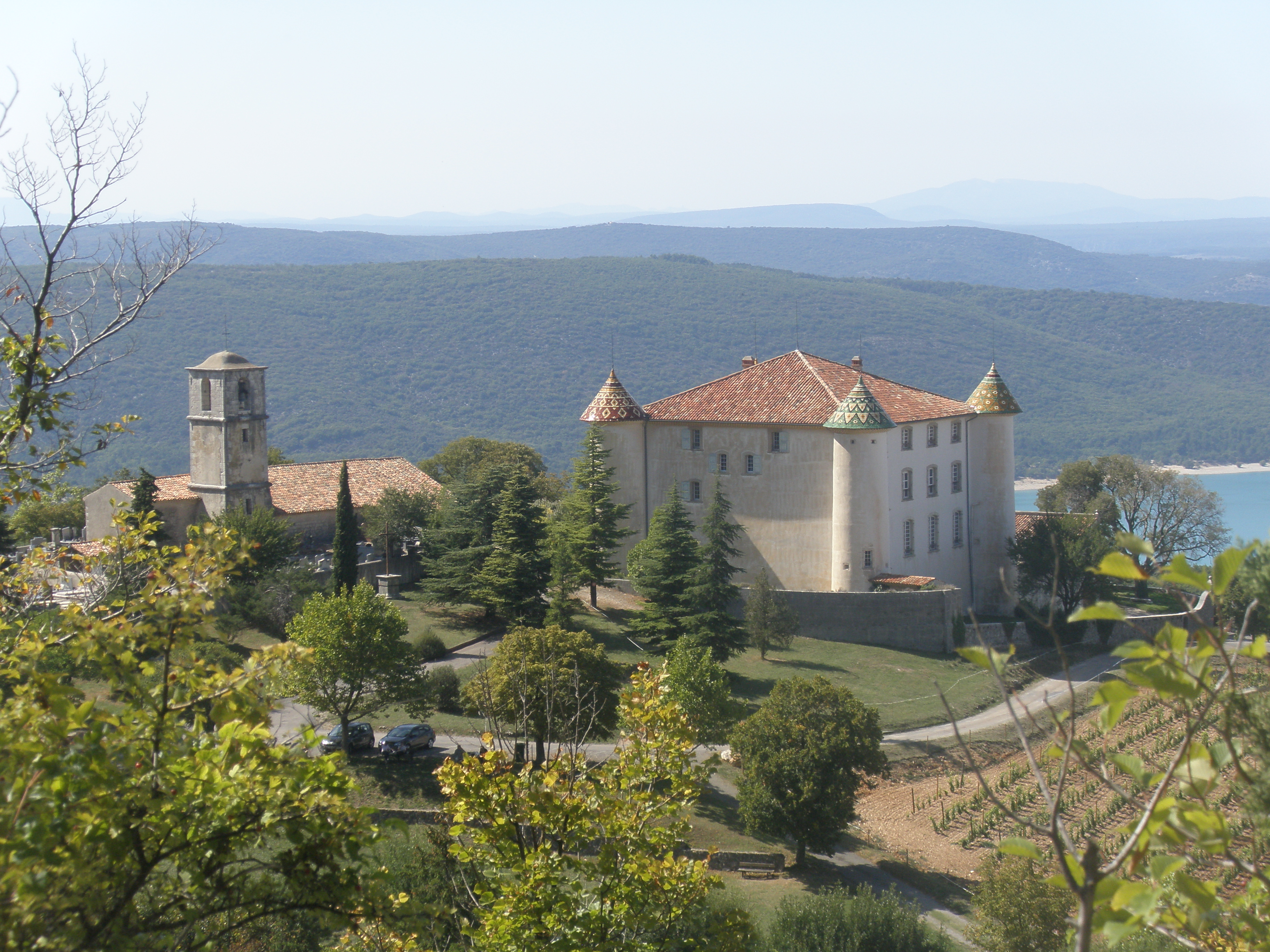
Château d'Aiguines
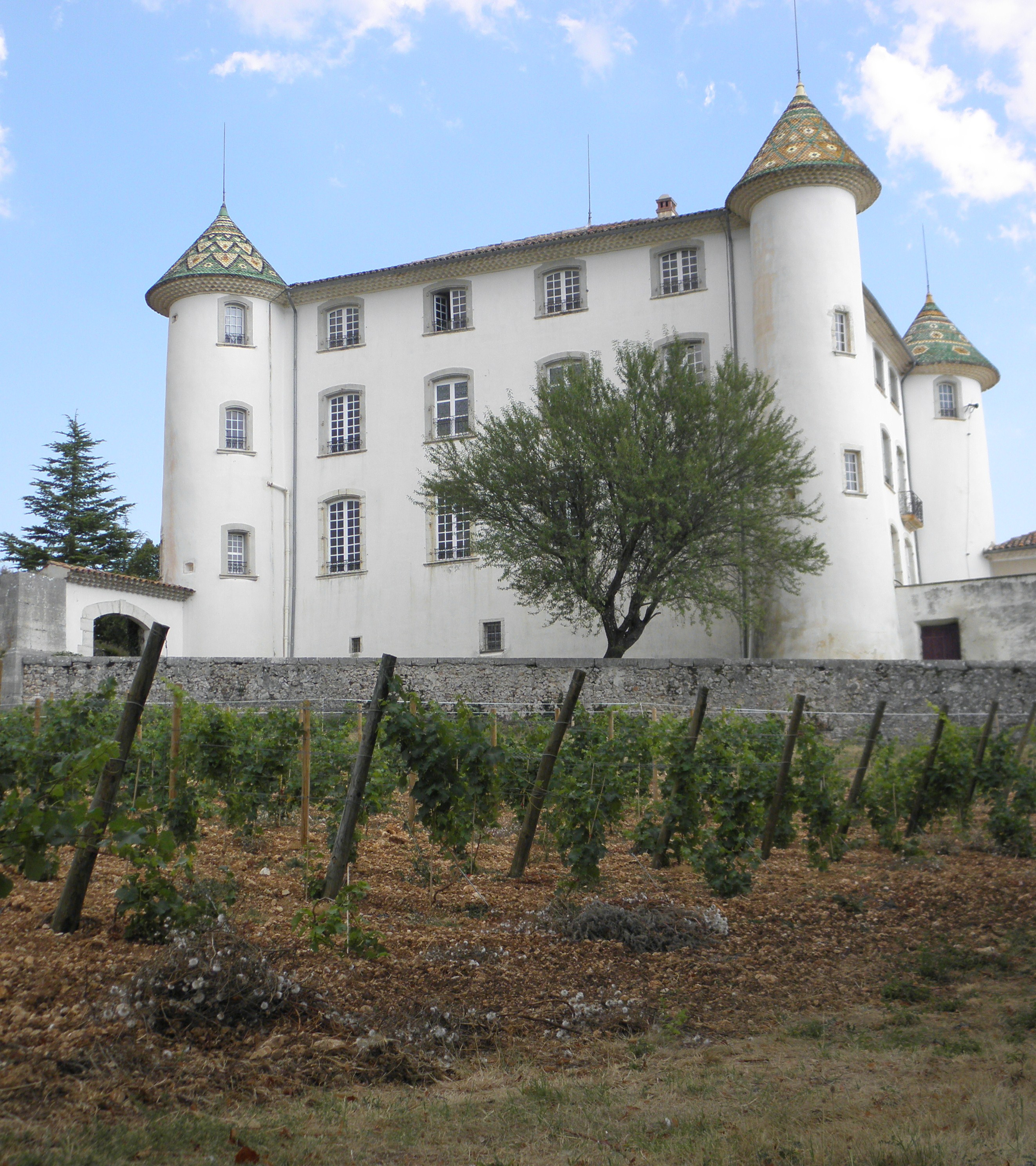
Château d'Aiguines od severu
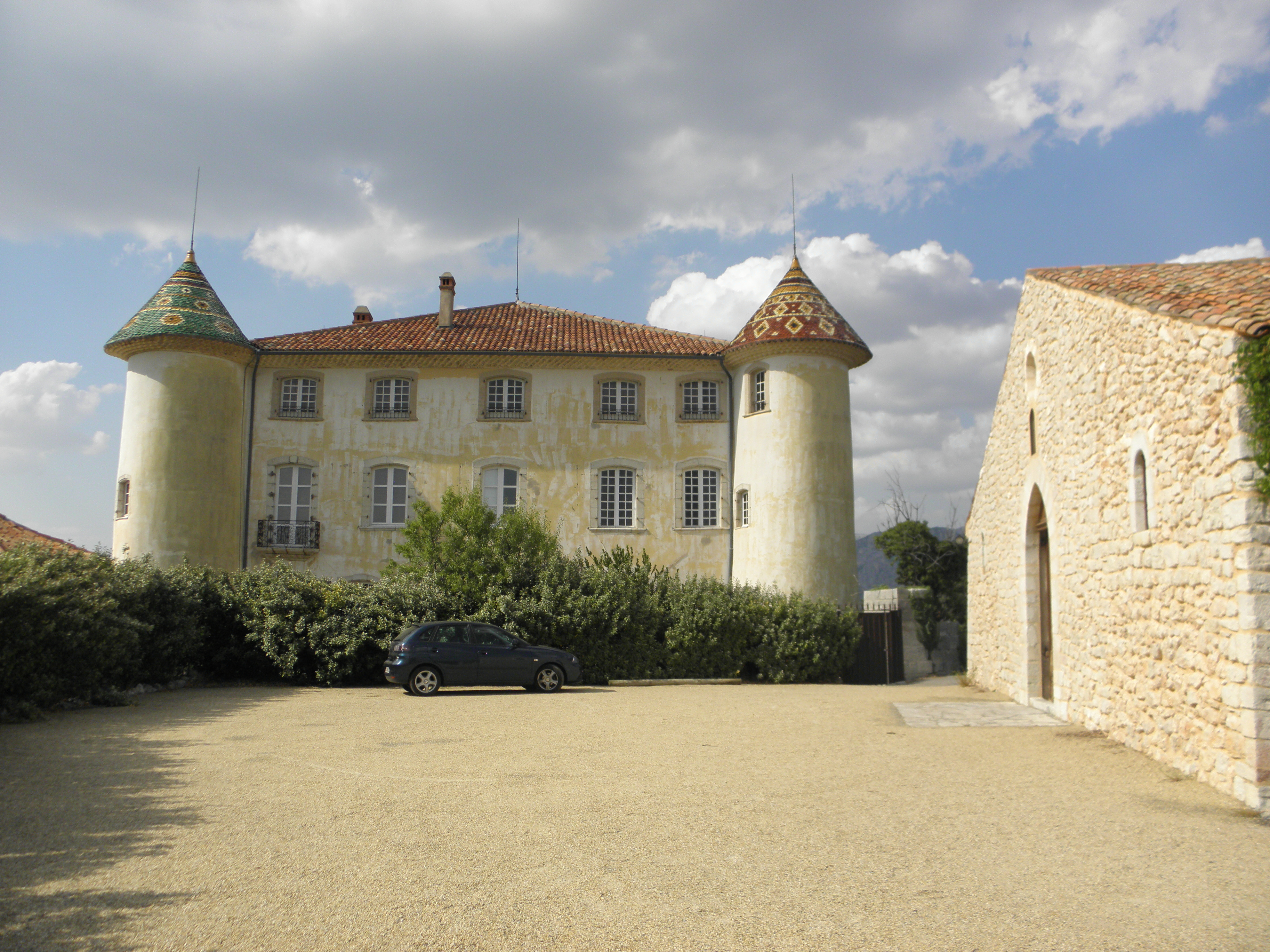
Château d'Aiguines od jihu
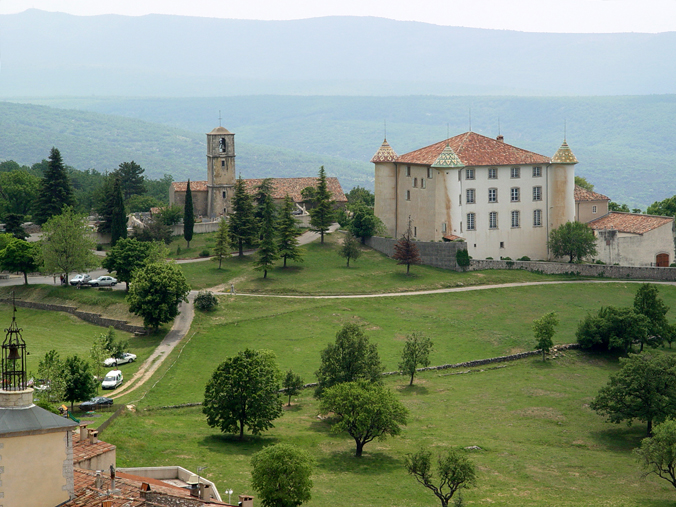
Château d'Aiguines
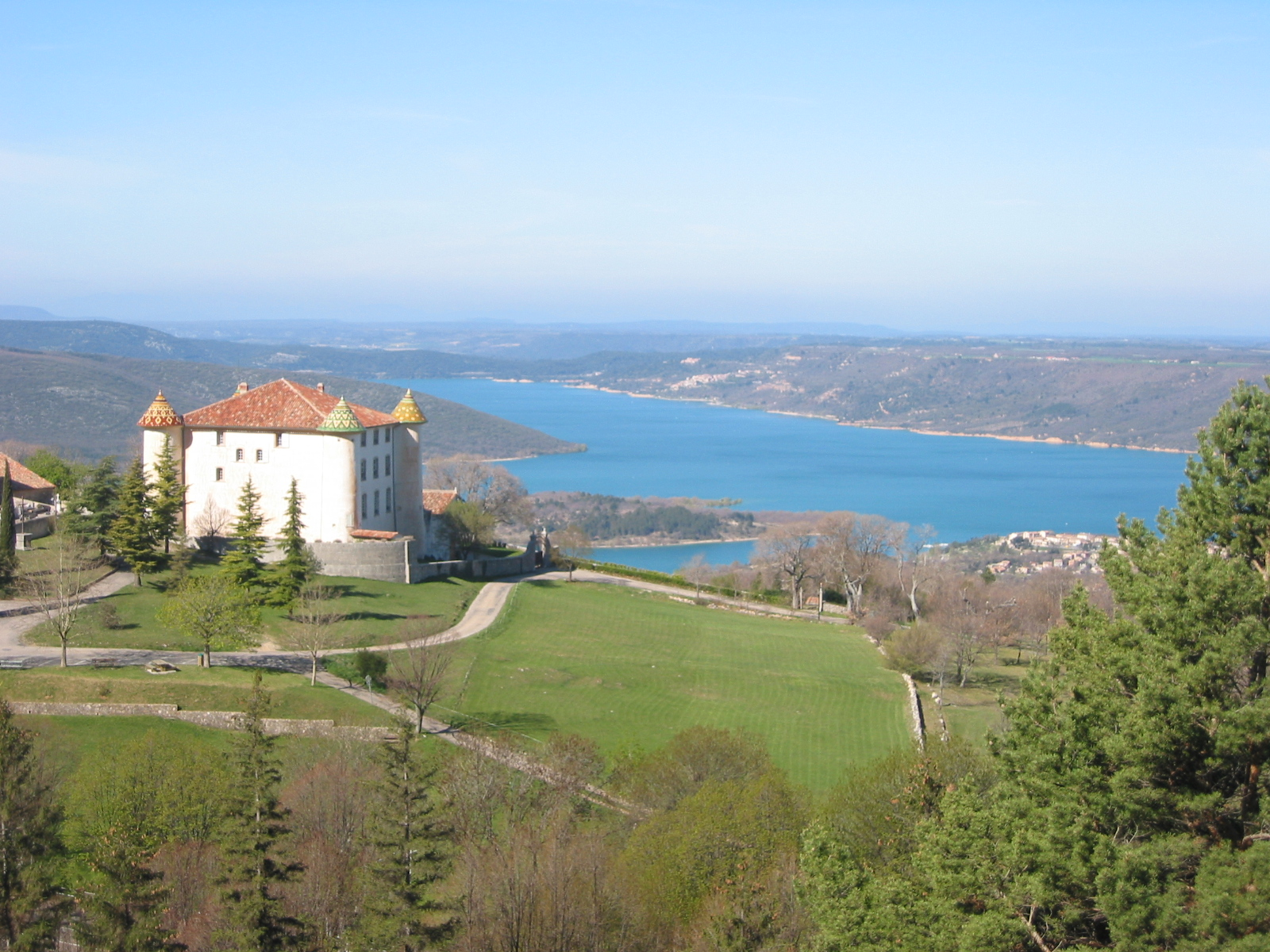
Château d'Aiguines a přehrada Lac de Saint Croix
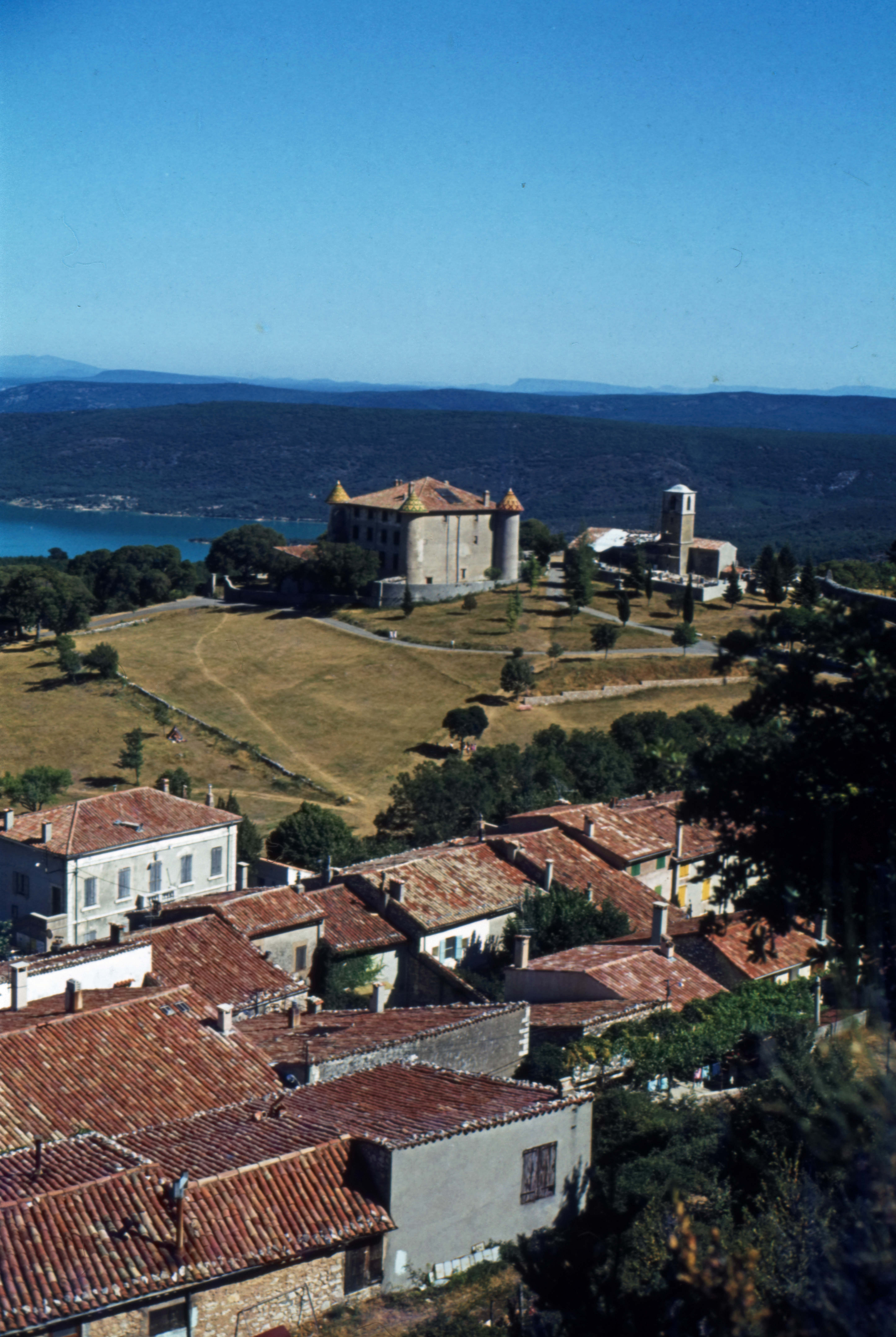
Château d'Aiguines a městečko Aiguines